# Marija Radojičić
Marija Radojičić (* 5. Mai 1992 in Gornji Milanovac) ist eine serbische Fußballnationalspielerin.

## Karriere

### Verein
Radojičić startete ihre Karriere im Alter von 15 Jahren mit dem ŽFK Metalac Gornji Milanovac. 2008 verließ sie ihre Geburtsstadt und wechselte zum ŽFK Masinac Nis, wo sie drei Monate später ihre Seniorenkarriere im September 2008 startete. Im Sommer 2011 verließ sie Macinac Nis und wechselte zum Ligarivalen ŽFK Napredak Kruševac. Nach einem Jahr bei Krusevac verließ sie den Verein und heuerte beim ŽFK Spartak Subotica an. Im Sommer 2013 kehrte Radojičić dann Serbien den Rücken und ging zum österreichischen Erstligisten SV Neulengbach und wechselte 2015 nach Island in die Frauenmannschaft von Valur Reykjavík. [1] Die  Saison 2016/2017 spielte sie für ZFK Sloga Radnicki und ging dann noch einmal von 2017 bis 2018 zu ŽFK Spartak Subotica. Seit 2018 spielt sie für den isländischen Club Fylkir Reykjavík. Sie ist seit 2011 Mitglied der serbischen Nationalmannschaft.

### Nationalmannschaft
Seit Februar 2011 ist sie A-Nationalspielerin Serbiens.

## Handballkarriere
In ihrer Jugend spielte sie für Metalac Gornji Milanovac.